# Carretera

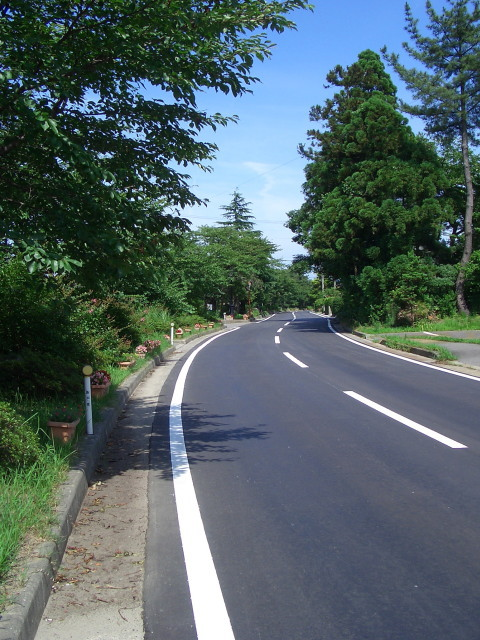
Carretera en Niigata, Japón.

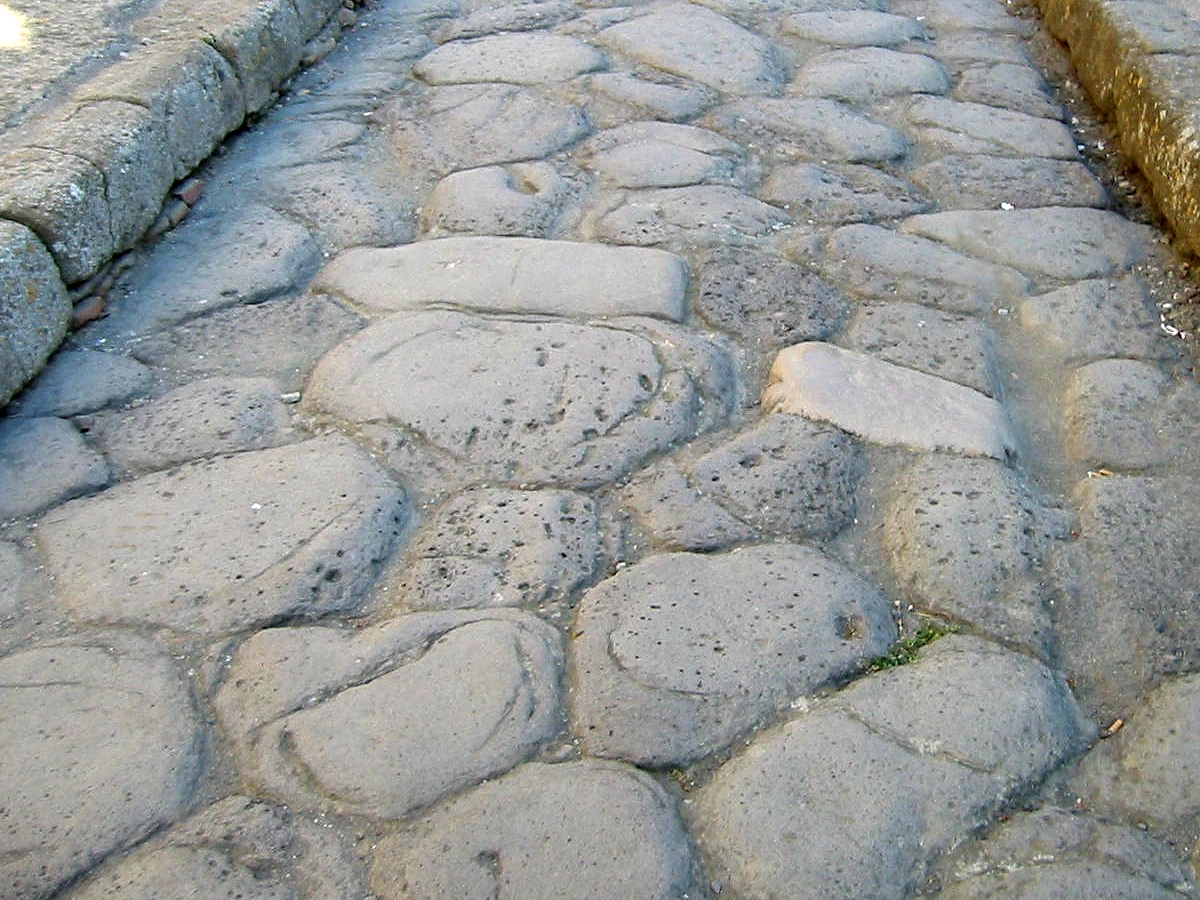
Calzada romana en Herculano.

Una carretera o ruta es una vía de transporte de dominio y uso público, proyectada y construida fundamentalmente para la circulación de vehículos. Existen diversos tipos de carreteras, aunque coloquialmente se usa el término carretera para definir a la carretera convencional que puede estar conectada, a través de accesos, a las propiedades colindantes, diferenciándolas de otro tipo de carreteras, las autovías y autopistas, que no pueden tener pasos y cruces al mismo nivel. Las carreteras se distinguen de un simple camino porque están especialmente concebidas para la circulación de vehículos de transporte.
En las áreas urbanas las carreteras divergen a través de la ciudad y se les llama calles, teniendo un papel doble como vía de acceso y ruta. La economía y la sociedad dependen fuertemente de unas carreteras eficientes. En la Unión Europea el 44 % de todos los productos son movidos por camiones y el 85 % de los viajeros se mueven en autobús o en coche.
No obstante, una red tupida y eficiente no siempre se beneficia de la construcción de nuevas carreteras: la Paradoja de Braess o la Posición de Lewis-Mogridge explican cómo un nuevo tramo vial puede, paradójicamente, empeorar la situación del tráfico.

## Historia
Se cree que los primeros caminos fueron creados a partir del paso de los animales, aunque esto está puesto en duda ya que los animales no suelen recorrer los mismos caminos. El Camino de Icknield es un ejemplo de este tipo de origen donde humanos y animales seguían el mismo camino. A estos caminos se los denomina caminos del deseo.
Una de las grandes impulsoras de la evolución vial fue la civilización romana, dejando hasta hoy (y aún en buenas condiciones) una vasta red de carreteras.

### Historia de las carreteras

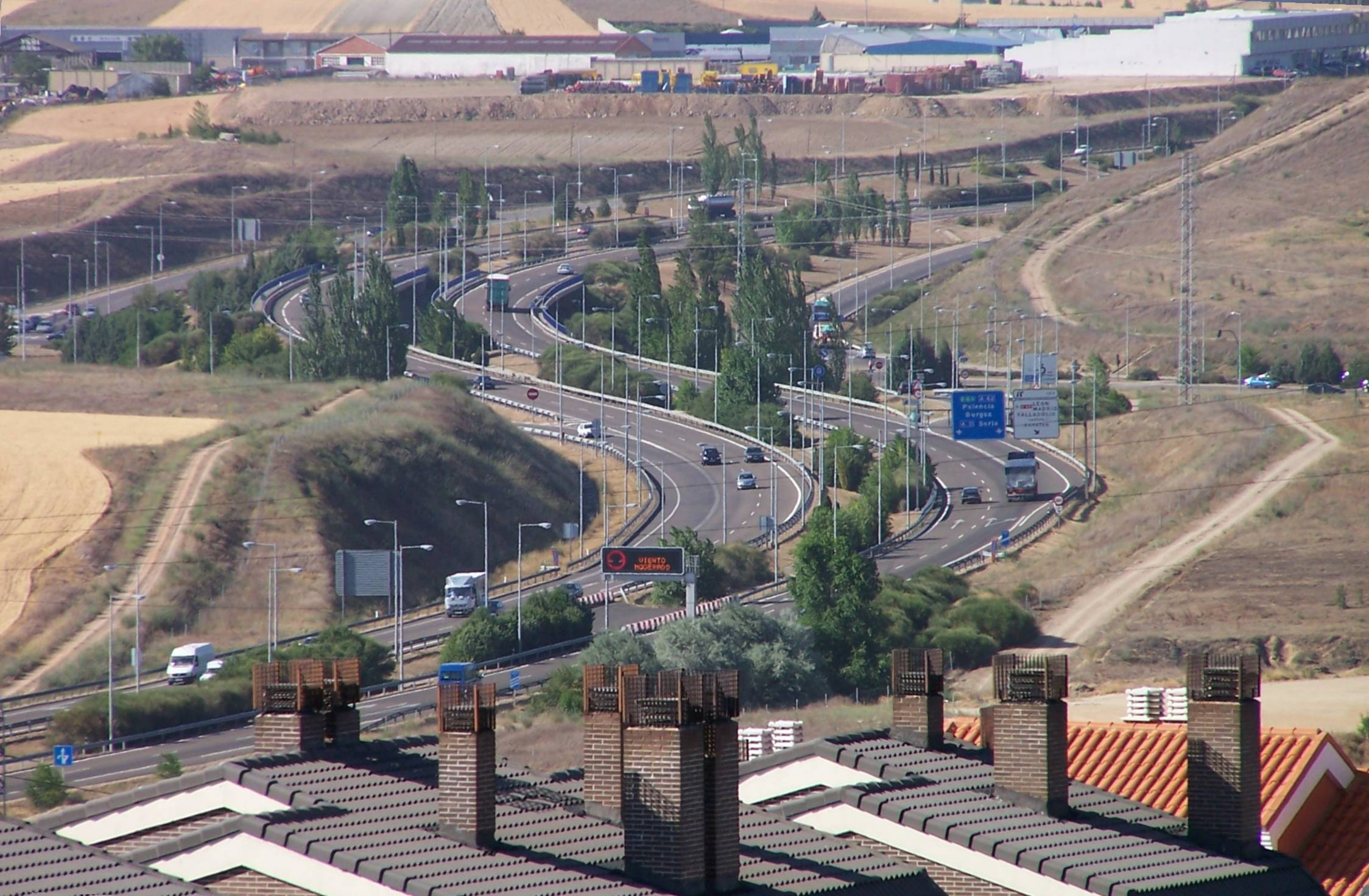
Autovía en Valladolid, España.

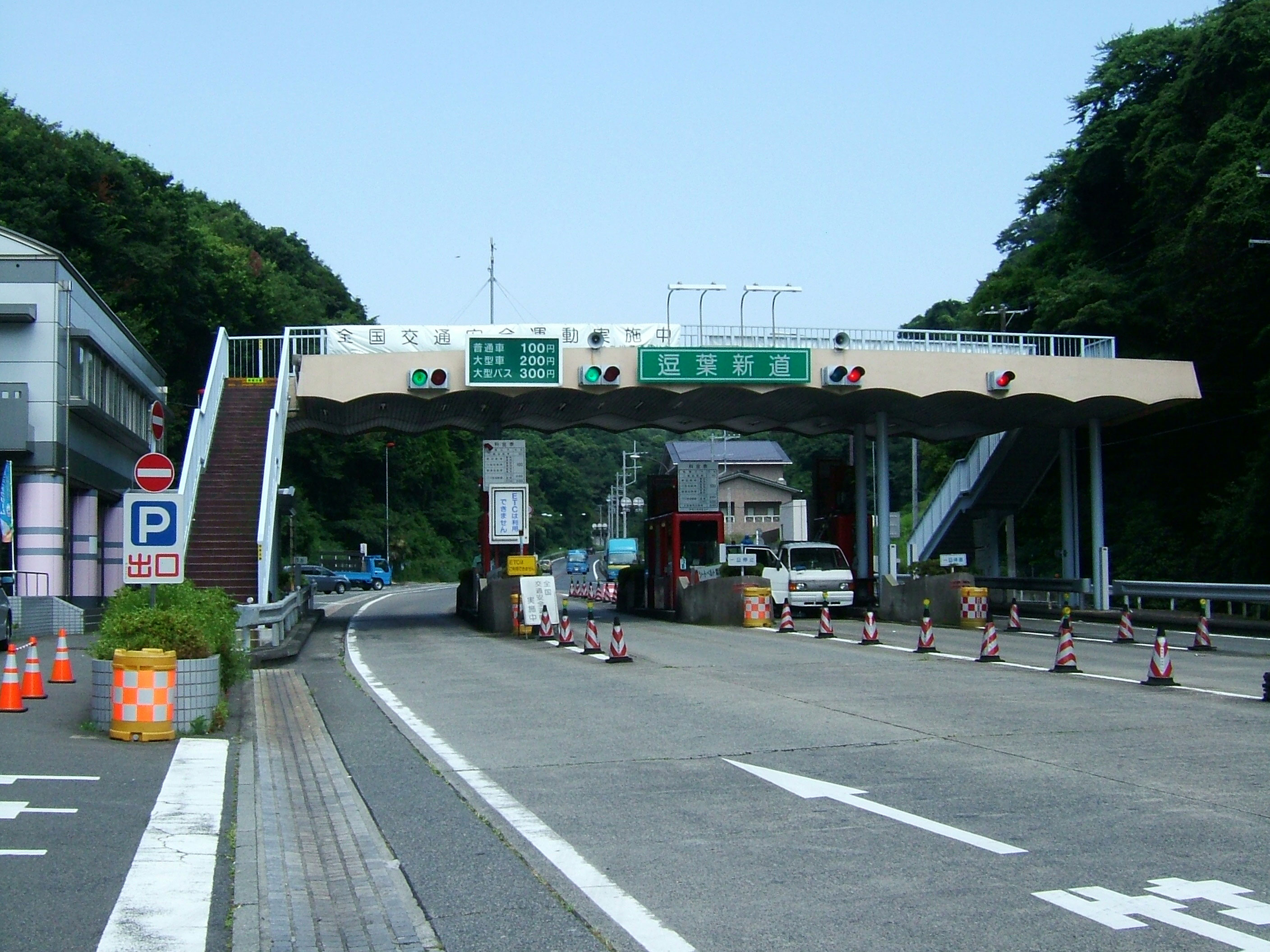
Cabinas de peaje en Japón.

- Calles pavimentadas han sido encontradas en Ur que datan de 4000 años antes Cristo.
- En India se empezaron a usar ladrillos para pavimentar las calles 3000 años antes de Cristo.
- En el 500 a. C. Darío I ordenó ejecutar la primera red de caminos, que incluyó el Camino Real Persa, también usado durante el Imperio romano.
- A partir del año 312 antes de Cristo el Imperio romano comenzó a construir una gran red de calzadas que unió Europa y el Norte de África mediante 29 grandes arterias en una red que cubría 78 000 kilómetros.
- A partir del 700 después de Cristo, el Imperio islámico construyó una red de caminos propia. Las más sofisticadas aparecen en Bagdad, donde se usa alquitrán. El alquitrán se extrajo de los pozos petrolíferos de la región mediante una destilación destructiva.[4]
- En el siglo XVII, la construcción y el mantenimiento de los caminos británicos dependía de las administraciones locales. Esta situación provocó un irregular estado de las mismas. Para remediar esto se crearon las primeras vías de peaje en el año 1706 para sufragar los costes de mantenimiento de la vía mediante el cobro de tarifas. Sin embargo, en 1844 unos disturbios provocaron la desaparición de este sistema.[5]
- En España, en el siglo XVIII, concretamente en 1759 y durante el reinado de Fernando VI, se creó la figura del "peón caminero". Situado a pie de camino, era el encargado de cuidar del estado de la carretera en cada legua, unidad de distancia equivalente a unos cinco kilómetros y medio.
- En los años 30 del siglo XX en Alemania se empezó a desarrollar un nuevo tipo de carretera de alta capacidad para vehículos conocida como autobahn. Fueron las primeras autopistas de la historia.

## Clasificación de las carreteras
Las carreteras se clasifican en función de los carriles que las componen de las distintas calzadas, de si tienen cruces al mismo nivel o no, o del tipo de tránsito que soportan. Los gobiernos suelen tener un ministerio o instituto que se encarga de numerar y catalogar las carreteras de su territorio.
Se pueden clasificar, a saber:
- Autopista
- Carretera troncal. En Venezuela, con la aparición de las autopistas, muchas carreteras empleadas en antaño se denominan carreteras viejas.
- Ramal
- Avenida
  - En algunas ciudades como Bogotá, San Cristóal (Venezuela) y Barquisimeto se emplea el término carrera.
- Calle
- Callejón

## Proyecto y construcción de carreteras

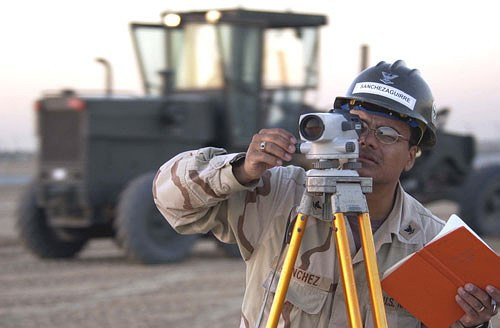
Operario usando instrumento de nivelación.

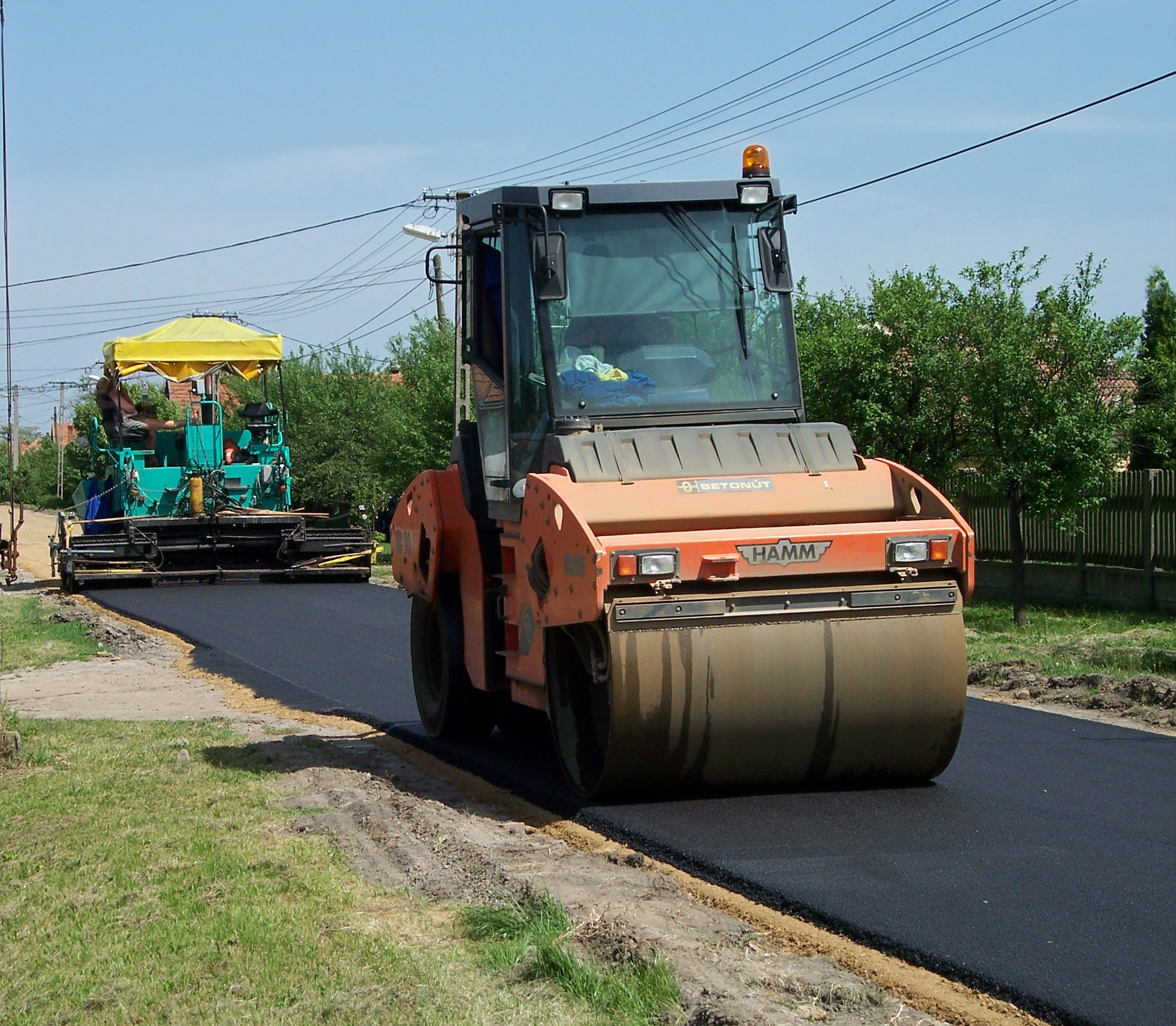
Construcción de carretera en Hungría con un apisonador de asfaltos.

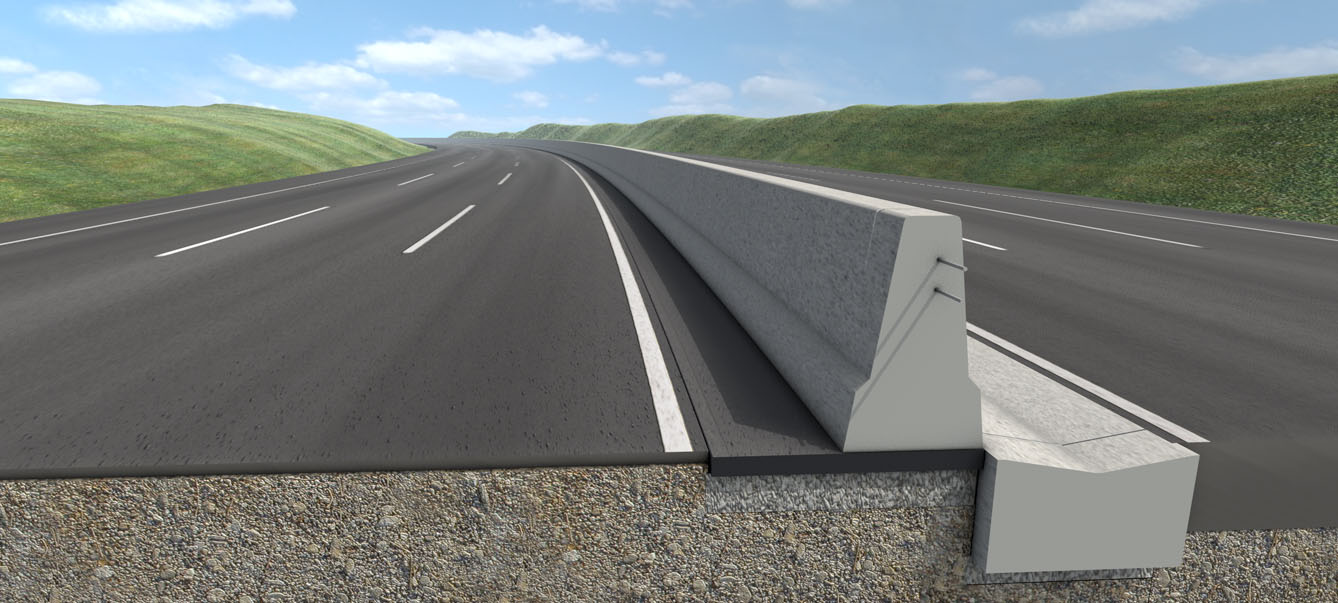
Sección de autopista con barrera.

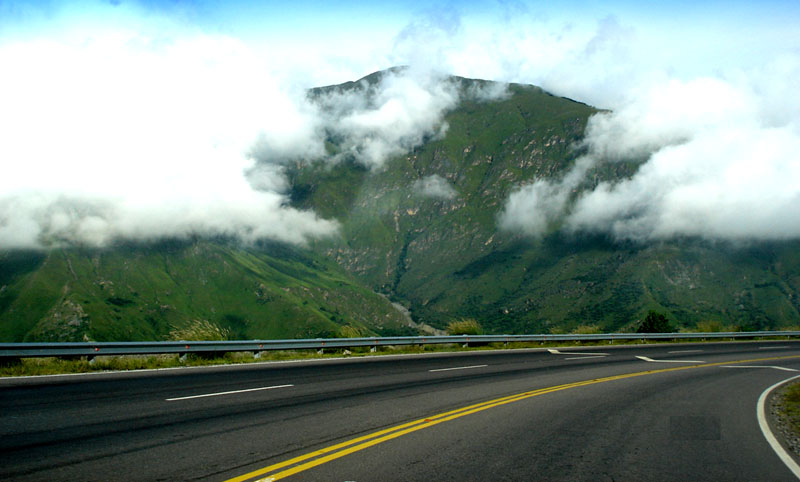
Carretera en Jujuy, Argentina.

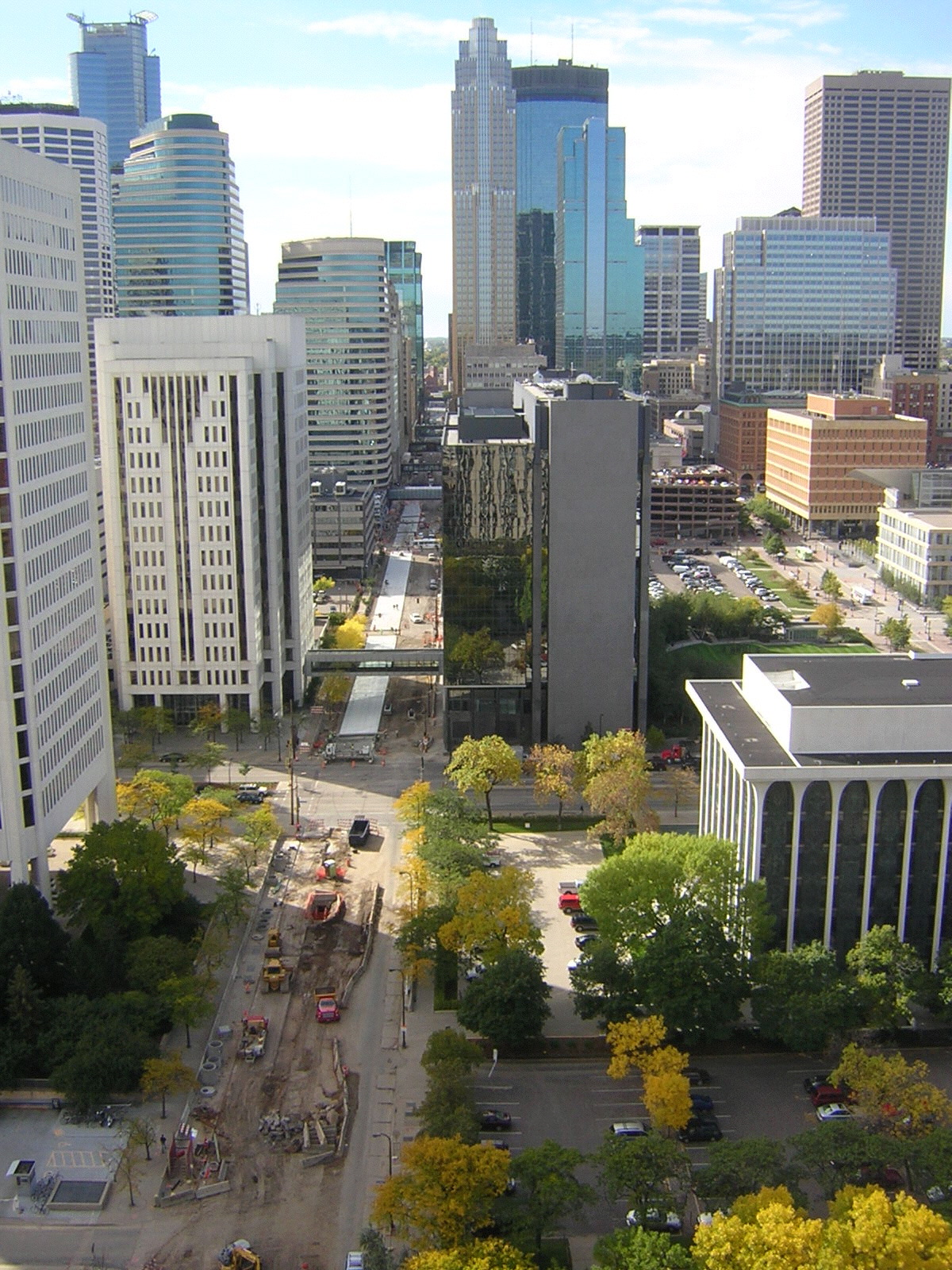
Construcción en Marquette Avenue en Mineápolis, Minnesota, Estados Unidos.

La construcción de carreteras requiere la creación de una superficie continua, que atraviese obstáculos geográficos y tome una pendiente suficiente para permitir a los vehículos o a los peatones circular.  y cuando la ley lo establezca deben cumplir una serie de normativas y leyes o guías oficiales que no son de obligado cumplimiento.   El proceso comienza a veces con la retirada de vegetación (desbroce) y de tierra y roca por excavación o voladura, la construcción de terraplenes, puentes y túneles, seguido por el extendido del pavimento.  Existe una variedad de equipo de movimiento de tierras que es específico de la construcción de vías.

### Aspectos ambientales
También se tendrán en cuenta aspectos medioambientales como son:
- La natural ejercida a poblaciones silvestres de animales que pueden dejar de estar en contacto.
- El drenaje transversal que será necesario para que los ríos y las corrientes de agua que circulan por las vaguadas no se vean interrumpidas por los terraplenes. Para evitar que estas corrientes se reactiven y desmoronen la vía será necesario la construcción de obras de drenaje transversal. Estas obras se dimensionarán para que transportes las aguas de la mayor de las tormentas posibles en el período de durabilidad de la vía, por ejemplo 100 años.[12]
- El drenaje longitudinal que implica el dimensionamiento de las cunetas que evitan que el agua acceda a la superficie de la calzada. Si existiese una capa de agua sobre la carretera los neumáticos de los coches podrían perder el contacto con el asfalto y planear sobre el agua. A este fenómeno se le denomina hidroplaneo.

### Operaciones previas y construcción
Las antiguas superficies de carreteras, las vallas, y edificios en la traza necesitan ser eliminados antes de comenzar la construcción, lo que se denomina despeje. Las tuberías y conductos además requerirán un estudio especial pues generalmente no se conocen sus posiciones exactas. Los árboles se deberían dejar para retener el agua o ser desplazados cuando impidan la visibilidad.  Se debe evitar afectar al suelo circundante de los árboles que hemos protegido para que sigan sanos. El suelo vegetal debe retirarse de la construcción ya que no resiste las cargas de tráfico y afecta a la resistencia de la vía, a la operación de retirada de tierra vegetal se le denomina desbroce. Lo interesante será apartarlo y disponerlo posteriormente sobre los espaldones de los terraplenes para protegerlos de la erosión superficial.
El proceso más largo viene dado por los movimientos de tierras para construir la superficie de la carretera. Las zonas donde se eleva el terreno serán los terraplenes y los tramos donde se rebaja el terreno son los desmontes. Según la dureza del terreno y los rendimientos que se interesen obtener se utilizará una determinada maquinaria para movimientos de tierra o si no fuera posible se utilizaría voladura. Al extendido de las capas le acompañará un proceso de compactación para aumentar la capacidad portante del terreno. El conjunto se nivelará y se refinará para extender encima la capa de explanada mejorada y de firme. La construcción termina con la colocación de la señalización vertical y horizontal.

## Partes de una carretera
Las carreteras, según su complejidad, constan de las siguientes partes:
- Calzada: La parte de la calle o de la carretera destinada a la circulación de los vehículos, puede estar compuesta de uno o varios carriles.

- Cuneta o drenaje: Es una zanja o canal localizada a los lados de las calles y que, debido a su menor nivel, recibe las aguas pluviales y las conduce hacia un lugar que no provoquen daños o inundaciones.

- Acera: Es una superficie pavimentada a la orilla de una calle para uso de personas que se desplazan andando o peatones. Normalmente se sitúa a ambos lados de la calzada.

- Paso de peatones: Son la zona de intersección una o más calles y el tránsito peatonal; es la parte del itinerario peatonal que cruza la calzada de circulación de vehículos, al mismo o a diferente nivel.

- Ciclovía: Es un nombre genérico dado a las calles destinadas de forma exclusiva o compartida para la circulación de bicicletas.

- Arcén, zona de dominio público, zona de servidumbre y zona de afección.[13]

## Vía de servicio
La vía de servicio, o calzada de servicio, es un camino sensiblemente paralelo a una carretera, respecto de la cual tiene carácter secundario, conectado a esta solamente en algunos puntos y que sirve a las propiedades o edificios contiguos. Por sus características, las vías de servicio son elementos funcionales y, como tales, no tienen la consideración de carreteras, si bien puede haber carreteras que hagan la función de la vía de servicio, en cuyo caso prevalece la condición de carretera sobre la de vía de servicio.
Las vías de servicio pueden ser unidireccionales o bidireccionales.

## Mantenimiento

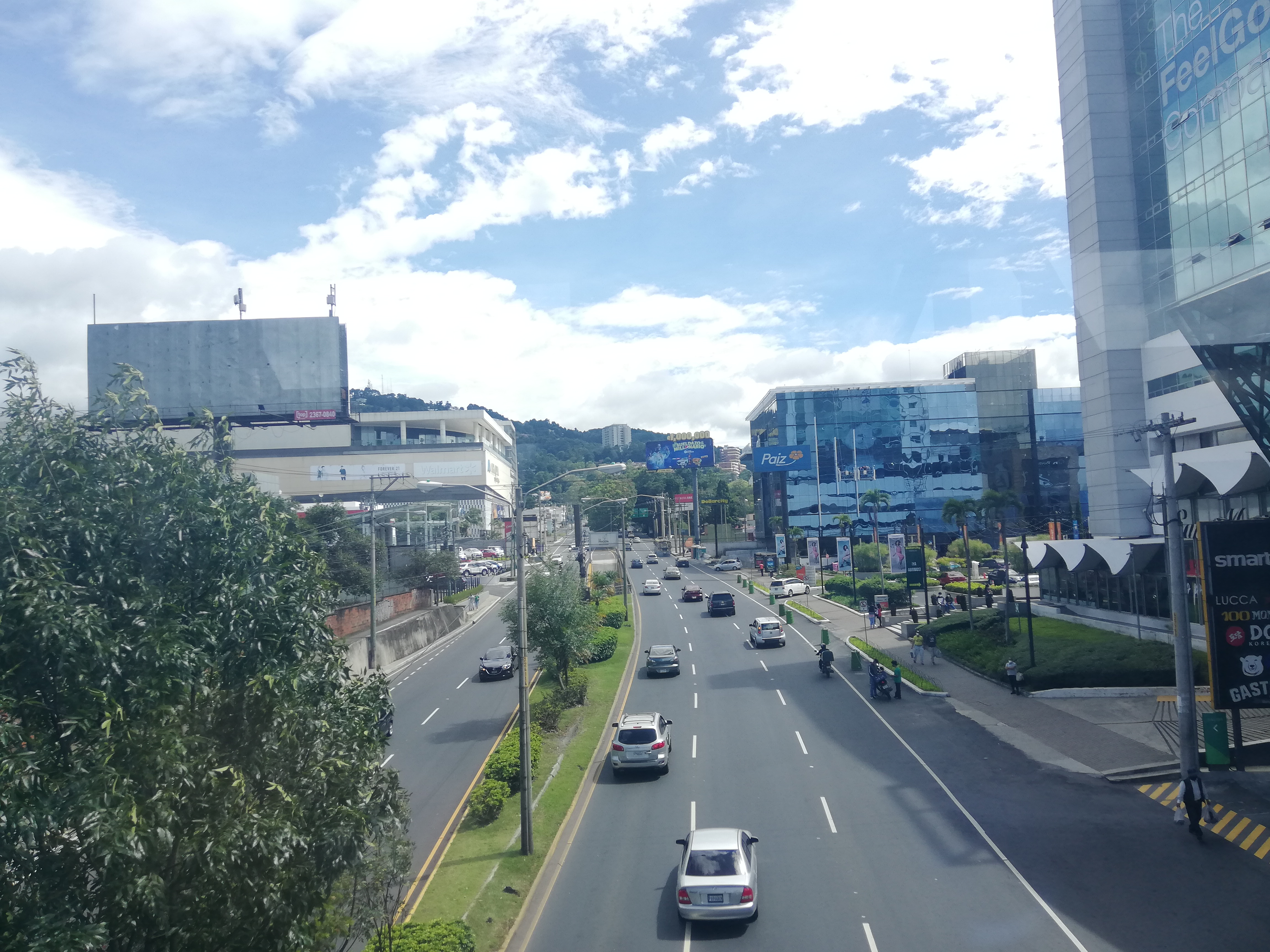
Carretera Panamericana en Ciudad de Guatemala, Guatemala.

Al igual que cualquier estructura las carreteras requieren un constante mantenimiento. El deterioro es producido principalmente por el paso de vehículos, aunque también se ven afectadas por las condiciones meteorológicas: lluvia, expansión térmica y oxidación. De acuerdo a los experimentos realizados en la década de los 50, llamados AASHO Road Test, está empíricamente demostrado que el desgaste producido en el pavimento es proporcional al peso soportado por los ejes elevado a la cuarta potencia. En España el peso máximo está limitado a 10 toneladas por eje, el de un automóvil puede rondar la tonelada por eje, entonces la afectación del camión sería aproximadamente 6000 veces mayor que la del automóvil. Por esta razón en el diseño de firmes se utiliza como dato de entrada la intensidad de tráfico pesado y se desprecia el tráfico ligero.

## Carreteras por país
- Carreteras de Argentina
- Carreteras de Brasil
- Carreteras de Bolivia
- Carreteras de Chile
- Carreteras de China
- Carreteras de Colombia
- Carreteras de Costa Rica
- Carreteras de Cuba
- Carreteras de Ecuador
- Carreteras de España
- Carreteras de Estados Unidos
- Carreteras de Honduras
- Carreteras de México
- Carreteras de Nicaragua
- Carreteras de Panamá
- Carreteras de Paraguay
- Carreteras del Perú
- Carreteras de República Dominicana
- Carreteras de Uruguay
- Carreteras de Venezuela